# 林信雄 (政治家)
林 信雄（はやし のぶお、1899年（明治32年）5月5日 – 1974年（昭和49年）12月1日）は、日本の衆議院議員（自由党）。福岡県小倉市長。弁護士。

## 経歴
福岡県朝倉郡朝倉村（現在の朝倉市）出身。1920年（大正9年）、明治大学法科を卒業。同年、弁護士試験を当時日本最年少で合格した。1931年（昭和6年）、福岡県会議員に当選して、3期務めた。
1942年（昭和17年）、第21回衆議院議員総選挙に翼賛政治体制協議会の推薦を受け出馬し、当選。1946年（昭和21年）、推薦議員のため公職追放を受ける。追放解除後の1953年（昭和28年）、第26回衆議院議員総選挙で再選を果たした。
その後、1955年（昭和30年）、元助役の向坊裕文と元代議士の成重光真を破って小倉市長に当選。北九州市の設置に伴い、小倉市が廃止されるまで2期務める。
また日本弁護士連合会理事を務めた。